# Csemiczky László
Csemiczky László (Ladislav Čemický; Liptószentmiklós-Csemic, 1909. március 24. – Stomfa, 2000. január 6.) szlovákiai magyar festő, tanár.

## Élete
Régi liptómegyei nemesi család sarja.
Liptószentmiklóson és Budapesten végezte a gimnáziumi tanulmányait, majd 1929–1934 között a Magyar Képzőművészeti Főiskolán tanult, később visszatért Csehszlovákiába. Részt vett a Sarló mozgalomban. Tanulmányutakat tett Bécsben, Párizsban (1935, 1938) és Olaszországban (1937).
Első önálló kiállítására 1936-ban került sor, ezután szinte évente állított ki Pozsonyban, később Kassán, Komáromban és másutt. 1938–1944 között Pozsonyban élt, részt vett az illegális antifasiszta mozgalomban. 1948 után fontos tisztségeket vállalt a képzőművészeti életben. 1949-ben a Csehszlovák Képzőművészek Szövetsége Nemzeti Központjának elnöke lett. 1950-től a pozsonyi Képzőművészeti Főiskola docense, majd tanára volt.
1965-től Érdemes művész, 1975-ben Nemzeti művész címet kapott. Előbb a szociális tematika, a harc a társadalmi változásért, később lírai hangulatú akvarell tájképfestészete volt jellemző művészetére.
Egy időben Moyzes Ilonával élt együtt. Tanítványa volt többek között Almási Róbert is.